# Траутвил (Вирџинија)
Траутвил (енгл. Troutville) град је у америчкој савезној држави Вирџинија. По попису становништва из 2010. у њему је живело 431 становника.

## Демографија
Према попису становништва из 2010. у граду је живело 431 становника, што је 1 (0,2%) становника мање него 2000. године.
| Група             | 2000.       | 2010.       |
| Белци             | 419 (97,0%) | 404 (93,7%) |
| Афроамериканци    | 3 (0,7%)    | 5 (1,2%)    |
| Азијати           | 0 (0,0%)    | 1 (0,2%)    |
| Хиспаноамериканци | 2 (0,5%)    | 11 (2,6%)   |
| Укупно            | 432         | 431         |